# Mekka
Mekka (arabsky مكة Makka‎, v novější době většinou مكة المكرّمة Makka al-Mukarrama‚ Mekka, ctihodná) je město s 2 000 000 obyvateli (stav v roce 2012) v západní části Saúdské Arábie. Je hlavním městem provincie Mekka v regionu Hidžáz. Mekka je rodištěm Mohameda, proroka islámu, a nejsvětějším městem islámu. Každým rokem putují na pouť během hadždže (islámský měsíc dhú'l-hidždža) do Mekky tři milióny muslimů, přičemž nevěřícím je vstup do města tradičně zakázán.

## Geografie, vývoj města, doprava

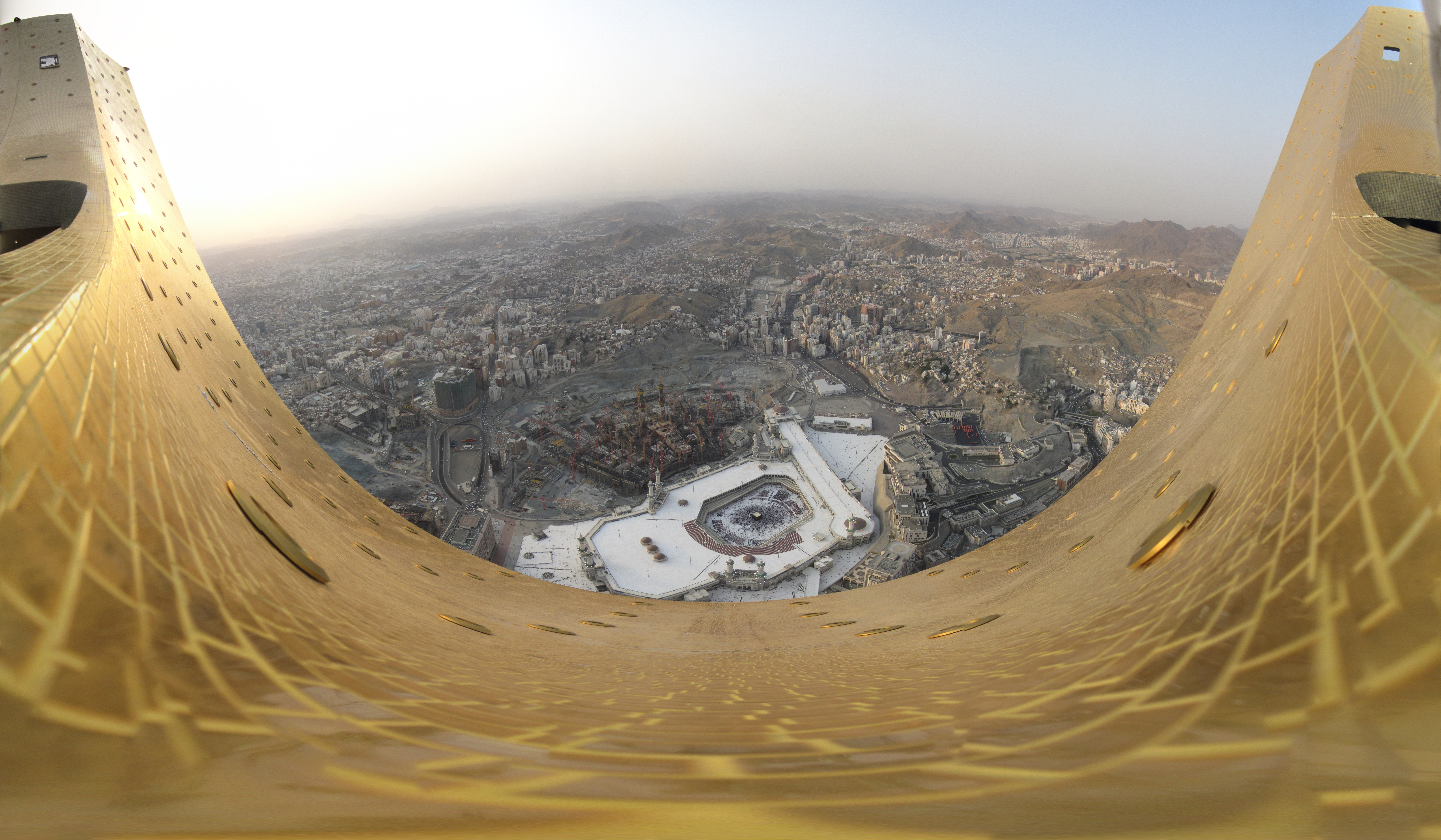
Pohled na Mekku (v popředí Velká mešita) ze špičky Abraj Al Bait Towers

Mekka leží ve vzdálenosti přibližně 90 km od Rudého moře, 73 km od Džiddy, mezi přímořskou nížinou a vysočinou v pánvi pouštního charakteru, mezi dvěma horskými hřebeny. Níže položená část města kolem Káby je staré jádro města; výše položená část města leží na severu. Vzhledem k mnoha kopcům a výšinám na teritoriu města bylo nutno postavit větší množství silničních tunelů.
V posledních letech rostl značně počet obyvatel, až o 200 tisíc ročně, tím je spojená přestavba města okolo svatých míst. Celé přízemní části města byly zbořeny, aby udělaly místo pro velkostavby, především hotely pro poutníky. Jižně od Velké mešity stojí od roku 2010 hotelový komplex, v jehož středu stojí 600 metrů vysoká věž, Abraj Al Bait Towers, která tvoří novou siluetu města.
Mekka má pouze malé letiště bez pravidelné dopravy do města. Jeddah Abdulaziz International Airport a přístav v Džiddě jsou proto důležitou infrastrukturou pro poutníky. Končí zde vysokorychlostní trať z Rijádu, vlaky vyrobeny španělským výrobcem Talgo zde jezdí rychlostí 300 km/h. Jsou plánovány i linky metra.

### Dějiny

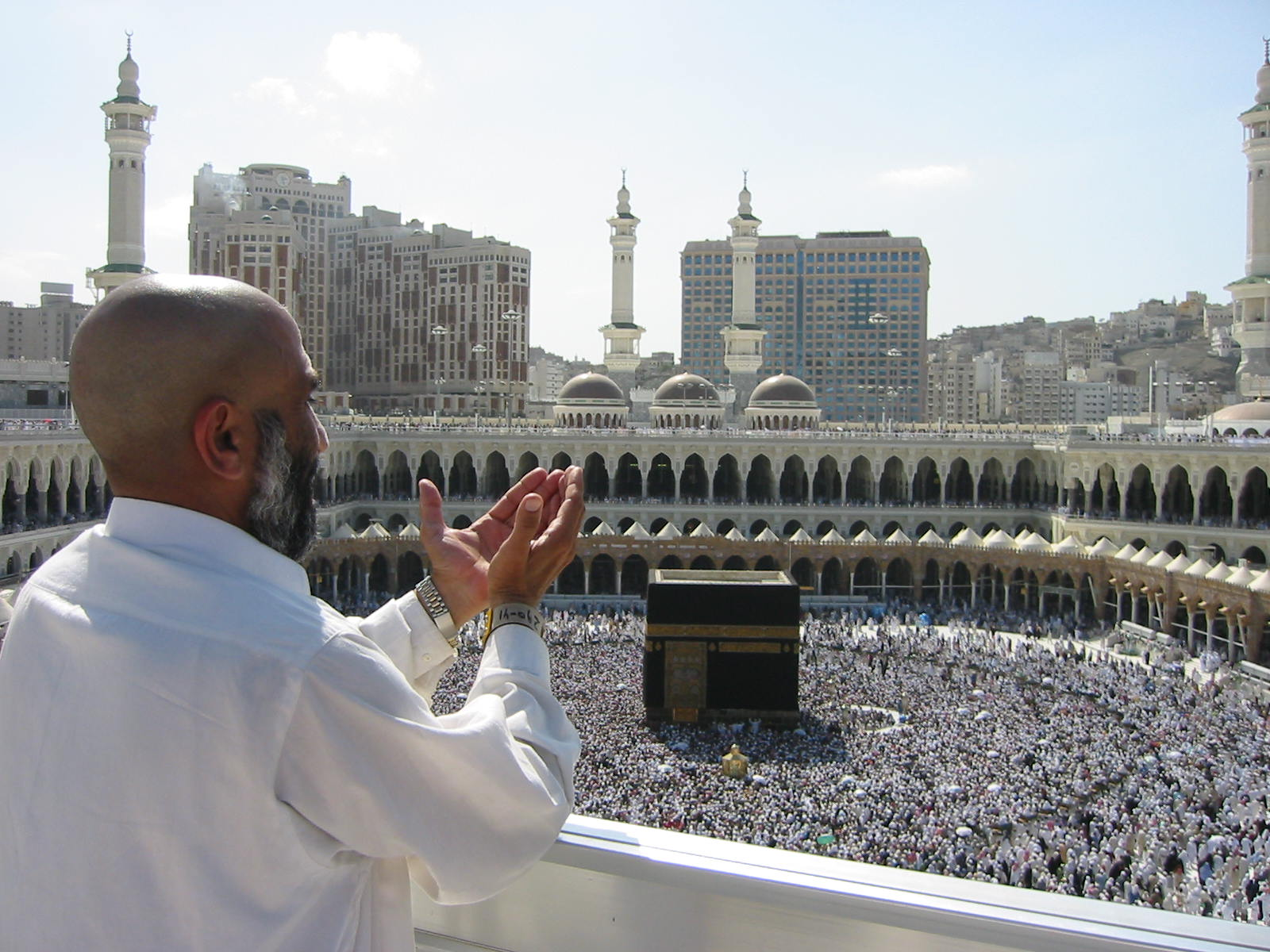
Mešita al-Masdžid al-Haram s Kaabou

Počátek dějin Mekky není znám. Je jisté, že již v předislámské době sloužila jako poutní místo. Cílem poutníků byla Kába. Již v předislámských dobách byla budova arabskými kmeny využívána jako svatyně k uctívání boha Hubala. K předislámské době sloužila Kába mimo uctívání Alláha uctívání staroarabských bohyní al-Lát, Manát a al-Uzzá. Islám převzal kult uctívání černého meteoritického kamene v Kábě z staroarabského náboženství, stejně jako pouť do Mekky. Přikázání islámu k rituální čistotě (tahára) má původ v přikázáních staroarabského náboženství. Značný počet poutníků byl příčinou, že se Mekka stala obchodním centrem, i když sama málo produkovala a neležela na strategickém místě. Mekka ležela v suchém a neúrodném údolí. V předislámské době byla zcela závislá na potravinách, které se produkovaly v Ta'if. Určití historikové jsou ale názoru, že Mekka získala své postavení díky své poloze. Ležela na dvouměsíční cestě mezi Byzancí a jemenským sabejským, ma'inskýn, qatabanským, asuánským a hadramautským královstvím, které měly úzké obchodní kontakty s Indií a východní Afrikou. Jakým způsobem Mekka profitovala z obchodu s pryskyřičným kadidlem, je sporné. Dosud není jednotný názor, jestli Mekka ležela na cestě z jihu do Egypta na kadidlové stezce. Potvrzený je tento údaj pro Medinu. Na počátku 6. století převzali Kurajšovci kontrolu nad Mekkou. Prosadili se jako úspěšní obchodníci, nicméně díky rivalitě uvnitř kmene se rozpadli do jednotlivých frakcí.
V roce 630 si město podmanil Mohamed, který od roku 623, od svého odchodu do Medíny, měl několik vojenských konfliktů s Mekkou. Jeho příchod do Mekky ale neproběhl vojensky a proběhl bez násilí, a na základě předchozího roku uzavřené smlouvy.
Během doby proroka Mohameda bylo město několikrát obléháno. V 13. století město obsadili Egypťané. Od roku 1517 byla Mekka pod nadvládou Osmanů. V této době se město poprvé rozšířilo kolem Káby. Od roku 1517 vládli Osmanové současně jako kalifové. Šarif Husajn ibn Alí al-Hášimí, který byl později králem Hidžázu, dostal v roce 1916 Mekku pod tureckou nadvládu. V roce 1924 obsadil Abdul al-Azíz al-Saud, tehdejší sultán Nadždu, Mekku.
Pouť do Mekky je pro muslimy jedním z pěti pilířů islámu – tzv. hadždž. Již v předislámské době vykrystalizovaly dvě úrovně poutí do Mekky: malá pouť (´umra), která se dala podniknout kdykoli v průběhu roku a velká pouť (hadždž), která byla vázána na konkrétní čas v lunárním roce. Islám mnohé z těchto starších zvyků integroval do své (staro)nové poutní povinnosti.

## Význam pro islám

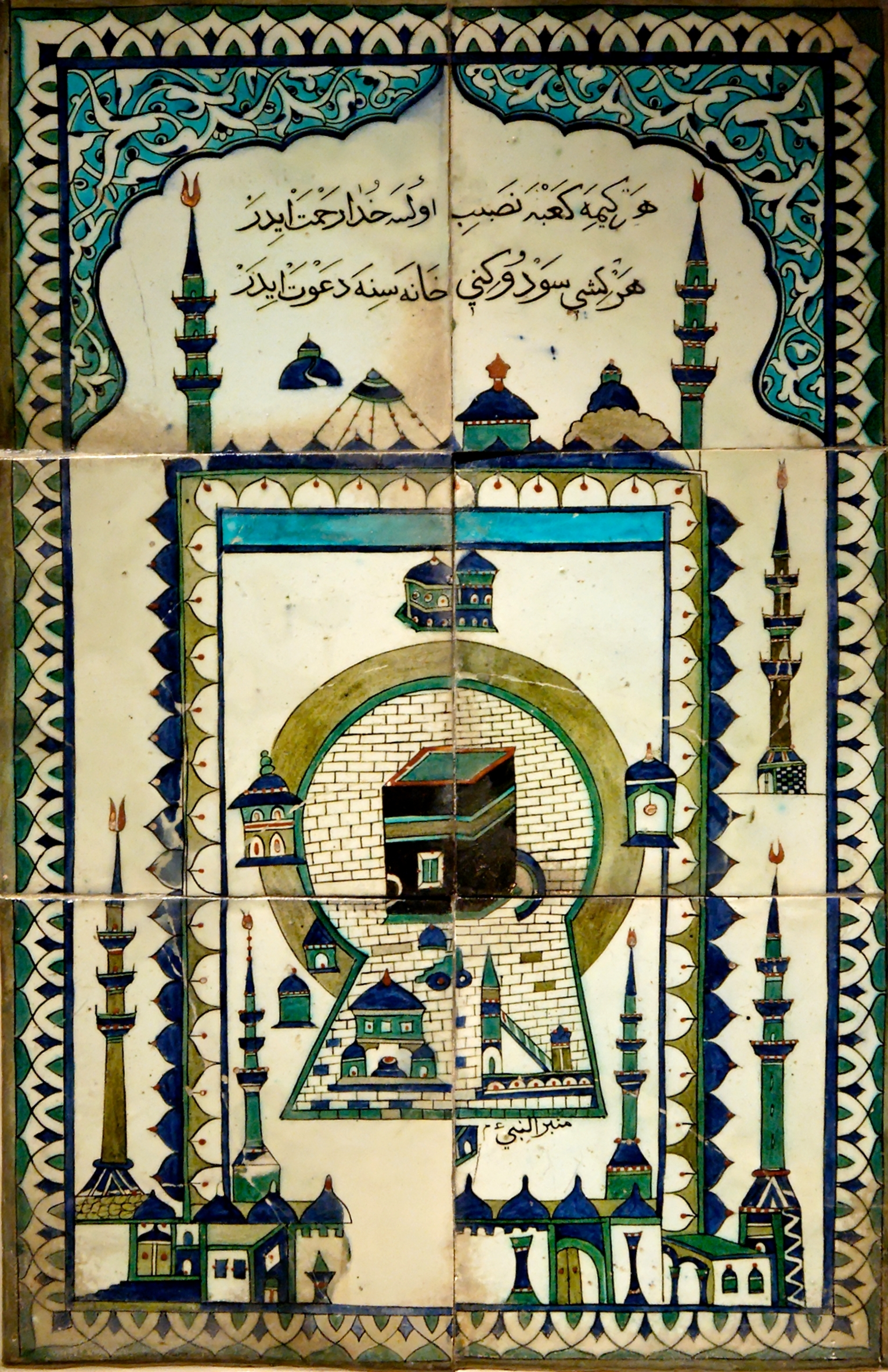
Obraz Mekky, malováno v 18. století

Nejdůležitějším poutním místem je Kába, kostkovitá budova bez oken, která byla dle islámského pojetí poprvé vybudována prorokem Adamem a poté znovu prorokem Abrahámem. Je historicky potvrzeno, že Kába již v předislámských dobách byla centrální svatyní arabských kmenů v okolí. V jejím jihozápadním rohu se nachází černý kámen – pravděpodobně se jedná o meteorit, který dle pojetí proroka Abrahama pochází od archanděla Gabriela.
Dle islámských pramenů započalo osídlení Mekky, když otec kmene Abraham na toto místo přivedl svoji ženu Hagar a jejich syna Izmaela. Prosil Boha o to, aby zaopatřil jeho rodinu a srdce lidí se jim přiblížila: Pane můj, usadil jsem část potomstva svého v údolí bez polí obilných poblíže chrámu Tvého posvátného, Pane náš, aby zde modlitbu konali. Učiň, aby srdce lidí se k nim přiblížila, a uštědři jim plody co obživu – snad budou vděční! (Korán, súra 14, verš 37). Dále vypráví sága: „Když docházely zásoby vody, běžela Hagar celkem sedmkrát mezi pahorky Safá a Marwá, aby hledala vodu a vyhlížela karavany. Když se vrátila do svého stanu, našla vedle syna Izmaela zurčící pramen, který existuje dodnes a je známý pod jménem Zamzam. Karavany, které přichází z Jemenu, věděly, že se údolí normálně voda nevyskytuje a divily se, když viděly nad údolím kroužit ptáky. To byla známka toho, že se v údolí vyskytuje voda. Tak hledali údolí a našli Hagar a jejího syna Izmaela. Prosili o svolení usadit se na tomto místě, a tak vzniklo osídlení Mekky. Izmael se později oženil se ženou z jemenského kmene. Když se později Abrahám vrátil do Mekky, zřídil společně s Izmaelem Kábu, která je dnes poutním místem pro milióny lidí za rok.“
Běh mezi pahorky Safa a Marwa je nedílnou součástí islámské poutě do Mekky. Sága, jejíž historickou věrohodnost nejde ověřit, má v tomto případě etiologickou funkci.

## Nemuslimové v Mekce

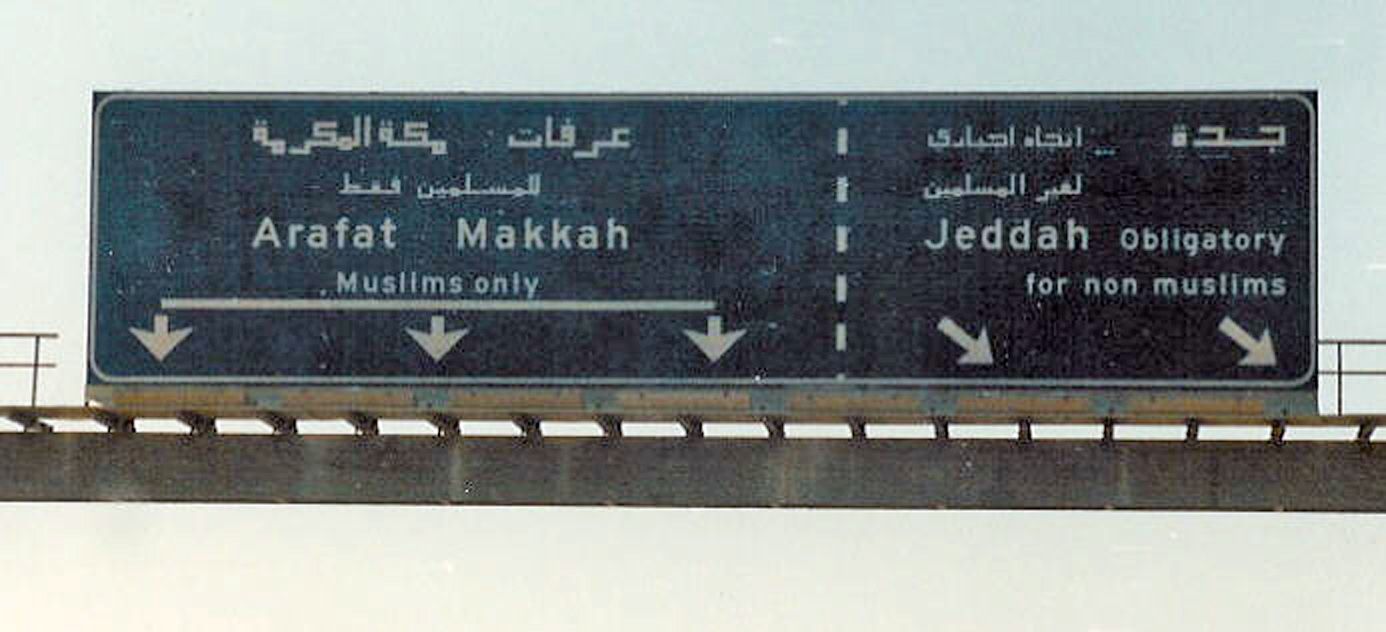
Muslims only: Tato tabule na dálnici informuje arabsky a anglicky o tom, že cesta dále do Mekky je povolena pouze muslimům. Ostatní musí na následující křižovatce odbočit vpravo.

Nemuslimové mají vstup do Mekky zakázán. V případě neuposlechnutí hrozí zadrženému vyhoštění ze země, případně i vězení. Z původní obavy, že by mohl být u Káby znovu oživen předislámský polyteistický kult, vzešel příkaz v Koránu, že by tato svatá místa neměla být přístupná nevěřícím.
V saúdskoarabských průkazech totožnosti je uvedeno vyznání, které může v případě pochybností policie zkontrolovat. Při žádosti o vízum je nutné vyplnit vyznání žadatele, v případě muslimů je vyžadováno potvrzení místní autority. Nicméně i tak se některým nemuslimům daří do Mekky dostat.
V minulosti se to podařilo několika evropských cestovatelům, kteří byli převlečení jako muslimové. K nim patřil zotročený sluha Hans Wild (mezi roky 1607 a 1609), německý vědec a cestovatel Ulrich Jasper Seetzen (1809), a Basler Jean Louis Burckhardt (1814), který je také známý objevem starověkého nabatského města Petra, německý orientalista a objevitel Heinrich von Maltzan, který v roce 1860 převlečený za muslima díky pasu získanému pomocí úplatku od jistého Araba navštívil Mekku, o čem píše v knize poprvé vydané v roce 1865. V roce 1853 popsal anglický dobrodruh Richard Francis Burton detailní popis Mekky, kterou navštívil převlečený za derviše a zúčastnil se důležitých náboženských ceremonií. Nizozemský vědec o islámu Christiaan Snouck Hurgronje také navštívil v 19. století pod falešnou identitou Mekku. Výsledek jeho cesty bylo dvojdílné dílo („Mekka“, vydáno v roce 1889), které se skládá z textové o obrazové části.
V roce 1979 se do Mekky dostali členové francouzské Groupe d’Intervention de la Gendarmerie Nationale (Skupina speciálního určení francouzské policie), kteří se na základě výjimky od saúdské armády podíleli na potlačení obsazení Velké mešity v Mekce.